# آمازون میوزیک
آمازون میوزیک (به انگلیسی: Amazon Music؛ قبلاً آمازون ام‌پی‌تری) یک پلت‌فرم پخش موسیقی و فروشگاه موسیقی برخط است که توسط آمازون اداره می‌شود. این پلت‌فرم در ۲۵ سپتامبر ۲۰۰۷ در نسخه بتا عمومی راه‌اندازی شد. این پلت‌فرم در ژانویه ۲۰۰۸ اولین فروشگاه موسیقی بود که موسیقی را بدون مدیریت حقوق دیجیتال (DRM) از چهار ناشر بزرگ موسیقی (ئی‌ام‌آی، یونیورسال، وارنر و سونی بی‌ام‌جی) و همچنین بسیاری از افراد مستقل به فروش می‌رساند. همه قطعه‌های موسیقی در اصل با فرمت ام‌پی‌تری نرخ بیت متغیر ۲۵۶ کیلوبیت در ثانیه بدون علامت گذاری برای هر مشتری یا DRM فروخته شدند؛ با این حال، برخی از قطعه‌ها اکنون علامت گذاری شده‌اند. موافقت نامه‌های صدور مجوز با شرکت‌های ضبط، کشورهایی را که می‌توان موسیقی را در آنها فروخت محدود می‌کند.
آمازون ام‌پی‌تری پس از ایالات متحده در ۳ دسامبر ۲۰۰۸ در انگلستان، در ۱ آوریل ۲۰۰۹ در آلمان و در ۱۰ ژوئن ۲۰۰۹ در فرانسه راه اندازی شد. نسخه آلمانی از ۳ دسامبر ۲۰۰۹ در اتریش و سوئیس در دسترس است. فروشگاه آمازون ام‌پی‌تری در ۱۰ نوامبر ۲۰۱۰ در ژاپن راه اندازی شد. نسخه‌های اسپانیایی و ایتالیایی در ۴ اکتبر ۲۰۱۲ راه اندازی شد. همچنین یک نسخه در مکزیک ۷ نوامبر ۲۰۱۸ اعلام شد.
از ژانویه ۲۰۲۰، آمازون میوزیک بیش از ۵۵ میلیون شنونده داشت.